# Jan Rohrbach
Jan Rohrbach (* 1982 in Berlin) ist ein deutscher Synchronsprecher und Gitarrist der Berliner Band Dota.

## Leben
Jan Rohrbach synchronisiert sowohl Charaktere aus dem Anime-Bereich als auch Schauspieler wie Evan Peters. Seit 2003 ist er Gitarrist der Band Dota.

## Sprechrollen (Auswahl)
- (1997–2001): Blake McIver Ewing als Menlow in Disneys Große Pause
- (2011–2012): Sam Riegel als Riven in Winx Club
- seit 2011: Evan Peters in American Horror Story
- (2017–2021): Daisuke Kageura als Warren Rocko in Fairy Tail
- (2017–2021): Yuu Hayashi als Ryunosuke Tanaka in Haikyu!!
- seit 2020: Junya Enoki als Yuuji Itadori in Jujutsu Kaisen